# Salmona
Salmona (grec antic: Σαλμώνη) va ser una antiga ciutat de l'Èlida a la comarca de la Pisàtida. Es trobava vora la ciutat d'Heraclea, en un lloc on naixien les fonts de l'Enipeu, afluent del riu Alfeu. La seva situació és incerta.
La tradició diu que va ser fundada per Salmoneu, rei de l'Èlida, fill d'Èol i d'Enàrete, un rei tan superb que va voler imitar Zeus. Va construir un pont de bronze sobre el qual passava amb el seu carro que tenia rodes de ferro i arrossegava cadenes, perquè sonés com un tro i des d'allà llançava torxes enceses per imitar els llamps. Zeus, irritat per aquesta suplantació, el va fulminar i el precipità al Tàrtar. El déu va matar, no sols el rei, sinó tot el seu poble, i enderrocà la ciutat de Salmona.